# Teòdot Hemioli
Teòdot Hemioli (grec antic: Θεóδοτος Ἡμιόλιος, llatí: Theodotus Hemiolius) fou un general selèucida que portava el seu malnom segurament per la seva gran alçada.
Antíoc III el Gran el va enviar l'any 222 aC junt amb Xenó, contra el sàtrapa rebel Moló de Mèdia. Teodot i Xenó no van aconseguir dominar la revolta, i encara que van dominar les ciutats van haver de deixar a Moló la resta del país, segons diu Polibi. Després de la derrota final de Moló pel mateix Antíoc, Teodot va ser seleccionat pel rei per a prendre el comandament de Celesíria mentre ell mateix anava a reduir la ciutat de Selèucia de Piera. Sobre el que va fer Teòdot a Celesíria no hi ha informació, però el 219 aC apareix servint directament a les ordes del rei i jugant un paper destacat en la batalla contra el general Nicolau d'Etòlia, un dels generals de Ptolemeu IV Filopàtor, prop de Porphyreon, i després al setge de Rabbath Ammon (Rabbatamana); en ambdues ocasions la direcció de la batalla la va tenir Teòdot juntament amb un altre general de nom Nicarc, amb el qual també va compartir comandament en la decisiva batalla de Ràfia el 217 aC. Després de la derrota selèucida Antíoc el va nomenar un dels ambaixadors enviats a Ptolemeu per negociar la pau.